# Plazomicine
La plazomicine est un antibiotique de type aminoside, vendue sous le nom de marque Zemdri.

## Usage médical
La plazomicine est utilisée pour traiter les infections compliquées des voies urinaires . Depuis 2019, il est recommandé uniquement aux personnes pour lesquelles les alternatives ne sont pas envisageables. Le médicament est administré par injection dans une veine.

## Effets secondaires
Les effets secondaires de la plazomicine comprennent des problèmes rénaux, de la diarrhée, des nausées ou des variations de la pression artérielle. D’autres effets secondaires graves incluent la perte auditive, la diarrhée associée à Clostridium difficile, l'anaphylaxie ou la faiblesse musculaire. L'utilisation de ce médicament pendant la grossesse peut nuire au fœtus. La plazomicine agit en diminuant la capacité des bactéries à produire des protéines.

## Histoire
La plazomicine a été approuvée pour un usage médical aux États-Unis en 2018,. Il figure sur la liste des médicaments essentiels de l'Organisation mondiale de la santé. Le prix de 10 jours de traitement aux États-Unis s'élève à environ 6 600 dollars.